# Jean-Denis Jaussaud
Jean-Denis Jaussaud (* 18. Februar 1962) ist ein ehemaliger französischer Skilangläufer.

## Werdegang
Jaussaud trat international erstmals bei den Junioren-Skiweltmeisterschaften 1980 in Örnsköldsvik in Erscheinung. Dort belegte er den 55. Platz über 15 km und den 11. Rang mit der Staffel. Im folgenden Jahr wurde er bei den Junioren-Skiweltmeisterschaften in Schonach im Schwarzwald Fünfter mit der Staffel. Bei den Junioren-Skiweltmeisterschaften 1982 in Murau belegte er den 22. Platz über 15 km und den 12. Rang mit der Staffel. Bei seiner einzigen Teilnahme an Olympischen Winterspielen im Februar 1984 in Sarajevo lief er auf den 44. Platz über 15 km und auf den 42. Rang über 30 km. In der Saison 1984/85 kam er bei den Nordischen Skiweltmeisterschaften 1985 in Seefeld in Tirol auf den 45. Platz über 50 km, auf den zehnten Rang mit der Staffel und holte mit dem 19. Platz über 30 km seine einzigen Weltcuppunkte. Im Februar 1987 errang er bei den Nordischen Skiweltmeisterschaften in Oberstdorf den 42. Platz über 15 km klassisch.